# Kōsuke Taketomi
Kōsuke Taketomi (jap. 武富 孝介; * 23. September 1990 in der Stadt Urawa (heute Bezirk Midori, Stadt Saitama), Präfektur Saitama) ist ein japanischer Fußballspieler.

## Karriere
Kōsuke Taketomi erlernte das Fußballspielen in der Jugendmannschaft von Kashiwa Reysol. Hier unterschrieb er 2009 auch seinen ersten Profivertrag. Der Verein aus Kashiwa, einer Großstadt in der Präfektur Chiba auf Honshū, der Hauptinsel von Japan, spielte in der höchsten japanischen Liga, der J1 League. Von Juni 2009 bis November 2009 wurde er an den brasilianischen Verein Mogi Mirim EC nach Mogi Mirim ausgeliehen. Roasso Kumamoto, ein Zweitligist aus der Präfektur Kumamoto, lieh ihn von Anfang 2011 bis Ende 2012 aus. Die Saison 2013 wurde er an den Ligakonkurrenten Shonan Bellmare nach Hiratsuka ausgeliehen. Am Ende der Saison musste Shonan in die zweite Liga absteigen. Kosuke Taketome kehrte nach der Ausleihe zu Kashiwa Reysol zurück und spielte dort bis Ende 2017. 2018 unterschrieb er einen Vertrag bei den Urawa Red Diamonds. Sein ehemaliger Verein Shonan Bellmare lieh ihn wieder von Februar 2019 bis August 2019 aus. Nach der Ausleihe kehrte er Mitte August wieder zu den Urawa Reds zurück. Nach insgesamt 16 Spielen für Urawa wechselte er im Januar 2021 zum Zweitligisten Kyōto Sanga. Mit dem Verein aus Kyōto feierte er Ende 2021 die Vizemeisterschaft und den Aufstieg in die erste Liga. Nach insgesamt 35 Ligaspielen wechselte er im Januar 2023 zum Zweitligisten Ventforet Kofu. Nach zwei Spielzeiten, in denen er 32 Ligaspiele bestritt, wechselte er im Januar 2025 zum Sechstligisten Ococias Kyoto AC. Mit dem Verein aus Kyōto spielt er in der Kansai Soccer League (Div.2).

## Erfolge
Kyoto Sanga FC
- Japanischer Zweitligavizemeister: 2021  ▲